# Eishockey-Bundesliga (Österreich) 1973/74
Meister der Österreichischen Eishockey-Bundesliga 1973/74 wurde zum 17. Mal der Vereinsgeschichte der EC KAC.

## Modus
Die acht Vereine spielten im Grunddurchgang jeweils vier Mal gegeneinander. Die besten vier Vereine qualifizierten sich für die best of three Halbfinalserie, die beiden Gewinner trafen in der (ebenfalls best of three) Finalserie aufeinander.

## Grunddurchgang

### Tabelle
| Pl. | Mannschaft      | Sp | S  | U | N  | Tore    | Punkte |
| --- | --------------- | -- | -- | - | -- | ------- | ------ |
| 1.  | EC KAC          | 28 | 21 | 0 | 7  | 161:96  | 42     |
| 2.  | EC Innsbruck    | 28 | 19 | 3 | 6  | 156: 84 | 41     |
| 3.  | ATSE Graz       | 28 | 18 | 2 | 8  | 120:75  | 38     |
| 4.  | Wiener EV       | 28 | 13 | 3 | 12 | 109:130 | 29     |
| 5.  | VEU Feldkirch   | 28 | 12 | 0 | 16 | 124:150 | 24     |
| 6.  | HC Salzburg     | 28 | 9  | 4 | 15 | 129:151 | 22     |
| 7.  | Kapfenberger SV | 28 | 8  | 1 | 19 | 94:128  | 17     |
| 8.  | WAT Stadlau     | 28 | 4  | 3 | 21 | 68:147  | 11     |

### Beste Scorer
| Spieler              | Mannschaft | Sp | T  | V  | Pkt | SM |
| -------------------- | ---------- | -- | -- | -- | --- | -- |
| Wladimir Wassiljew   | Klagenfurt | 28 | 36 | 26 | 62  |    |
| Ron Roberts          | Salzburg   |    | 39 | 16 | 55  |    |
| Edgar Hebert         | Innsbruck  | 28 | 32 | 17 | 49  | 24 |
| Herbert Mörtl        | Feldkirch  |    | 26 | 17 | 43  |    |
| Jean-Pierre Mallette | Salzburg   | 21 | 25 | 18 | 43  | 49 |

## Play-offs

### Halbfinale
|                                  | Serie | 1         | 2   | 3   | 4         | 5    |
| -------------------------------- | ----- | --------- | --- | --- | --------- | ---- |
| EC KAC (1) – Wiener EV (4)       | 3:2   | 2:3 n. V. | 5:1 | 4:1 | 3:4       | 10:2 |
| EC Innsbruck (2) – ATSE Graz (3) | 3:2   | 3:2       | 2:3 | 2:5 | 5:4 n. V. | 5:2  |

### Finale
|                               | Serie | 1   | 2   | 3   | 4   | 5 |
| ----------------------------- | ----- | --- | --- | --- | --- | - |
| EC KAC (1) – EC Innsbruck (2) | 3:1   | 5:2 | 5:2 | 3:6 | 9:5 |   |

Damit gewann der EC Kac den 17. Meistertitel der Vereinsgeschichte. Der Angriff des KAC wurde von den sowjetischen Stars Wladimir Wassiljew und Wiktor Zyplakow angeführt, zudem trug die dritte Reihe mit Alexander Sadjina – Herbert Pöck – Rudolf König stark zum Erfolg bei.

### Spiel um Platz 3
|                               | Serie | 1   | 2   | 3   | 4   | 5   |
| ----------------------------- | ----- | --- | --- | --- | --- | --- |
| ATSE Graz (3) – Wiener EV (4) | 2:3   | 2:5 | 8:3 | 4:3 | 4:6 | 2:3 |

## Meistermannschaft des KAC
| Österreichischer Meister EC KAC | Torwart: Karl Pregl Verteidiger: Klaus Brabant, Winfried Dareb, Josef Edlmann, Gerhard Felfernig, Anton Kenda, Walter Possarnig Stürmer: Gerhard Ban, Herbert Gasser, Rudolf König, Walter König, Josef Puschnig, Herbert Pöck, Erich Romauch, Alexander Sadjina, Paul Samonig, Wiktor Zyplakow, Wladimir Wassiljew, Alfred Woath Trainer: Juri Gluchow |